# Stadtmuseum Mülheim-Kärlich

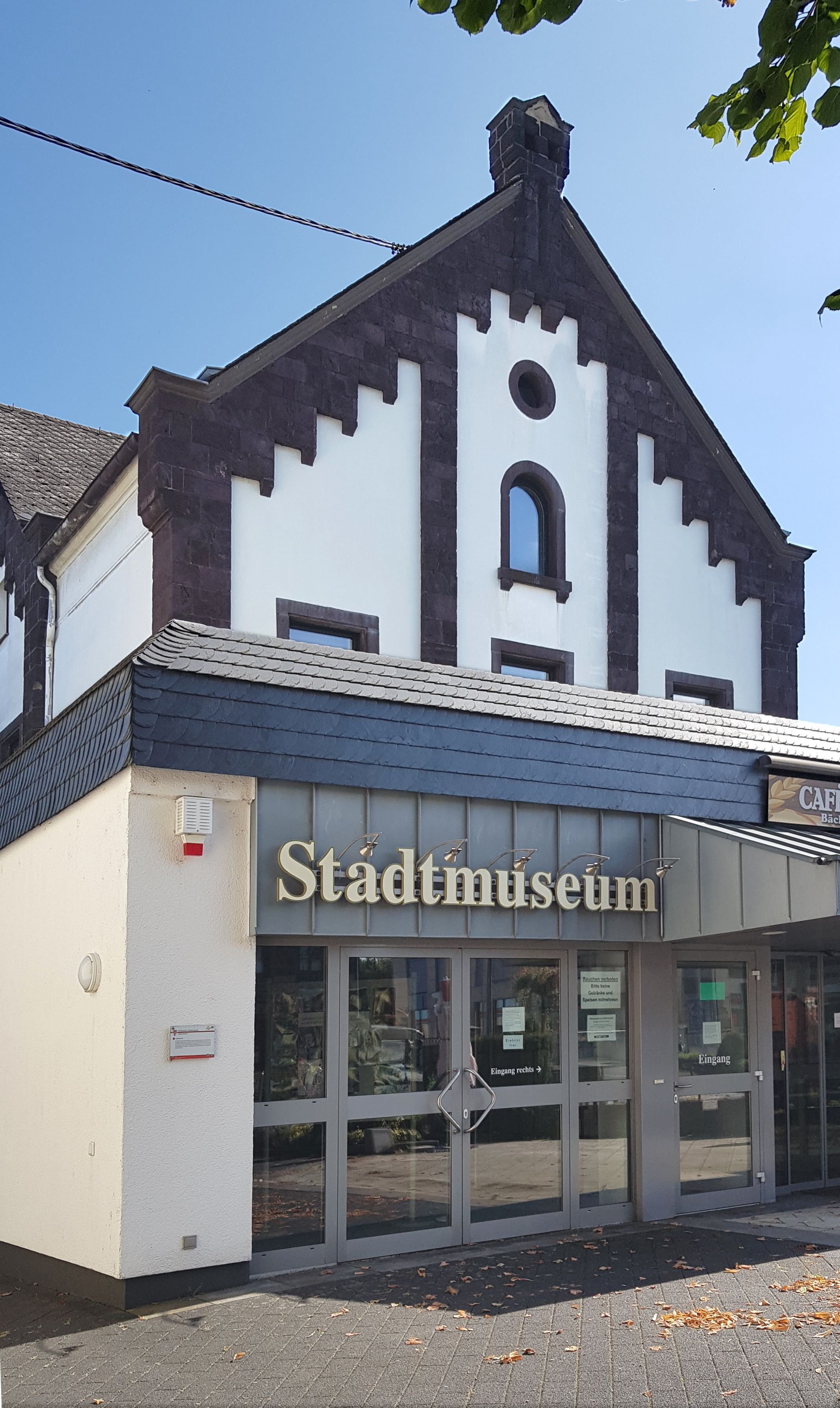
Stadtmuseum Mülheim-Kärlich

Das Stadtmuseum Mülheim-Kärlich gibt mit Originalexponaten, Schaubildern, Fotos und Modellen Einblicke in verschiedene geschichtliche Epochen seit der Steinzeit im Gebiet von und um Mülheim-Kärlich. Es entstand 1985 als kleines Heimatmuseum im Kellergeschoss der Rheinlandhalle von Mülheim-Kärlich, einer Stadt im nördlichen Rheinland-Pfalz. 2003 zog es in die alte Mülheimer Schule und spätere Feuerwache von Mülheim-Kärlich um.

## Gründung
Die Anregung, ein Museum einzurichten, gab der Heimathistoriker Oberstudiendirektor Winfried Henrichs. In der Stadtchronik Mülheim-Kärlich schreibt er, das Museum solle nicht nur ausstellen, sondern die historische Entwicklung der Gemeinde dokumentieren und erforschen. Unterstützt wurde das Vorhaben von dem Hobbyarchäologen Konrad Würges, der als Mitarbeiter der Kärlicher Ton- und Schamottewerke prähistorische Funde aus der Tongrube auf dem Kärlicher Berg geborgen und in einer privaten Sammlung zusammengestellt hatte. Am 9. August 1985 eröffnete Ortsbürgermeister Philipp Heift das Museum in der Rheinlandhalle.

## Abteilungen des Stadtmuseums

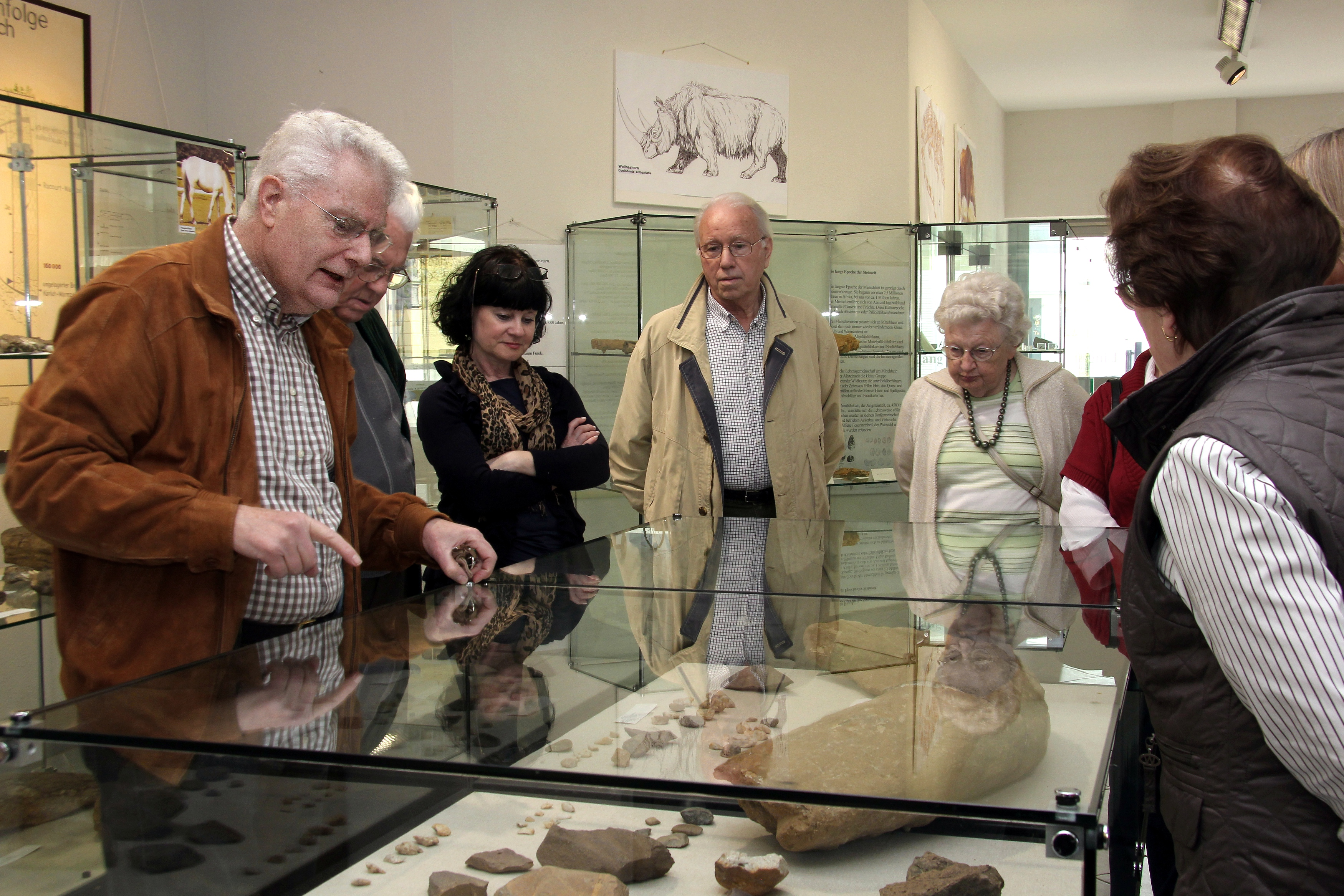
Vitrine mit prähistorischen Funden, u. a. einem Stoßzahn des Steppenelefanten, links Museumsleiter Winfried Henrichs

Am 13. Juli 2003 zog das Museum vom nicht mehr ausreichenden Kellerraum der Rheinlandhalle in die alte Mülheimer Schule und spätere Feuerwache in der Poststraße 6 neben dem Rathaus. In Verbindung damit wurde der Förderverein „Museumsfreunde Mülheim-Kärlich“ gegründet.

### Steinzeitliche Funde
Im ersten Raum des Museums sind in Vitrinen altsteinzeitliche Pflanzen- und Tierfossilien, Steinwerkzeuge des Homo erectus und des Neandertalers aus der Kärlicher Tongrube sowie Funde aus der Jungsteinzeit und ein Modell des am Rhein 1898 entdeckten Erdwerks ausgestellt. Das auch als Fliehburg bezeichnete Erdwerk war eine vor etwa 3700 Jahren halbkreisförmig angelegte, mit Gräben und Palisaden geschützte Anlage zwischen dem Urmitzer Werth und dem Patz der heutigen Mülheim-Kärlicher Kapelle Am Guten Mann. Zentral im Raum ausgestellt ist der Stoßzahn eines Steppenelefanten, dessen Alter auf etwa 400.000 Jahre geschätzt wird. Fundort war die Tongrube auf dem Kärlicher Berg. Ein Faustkeil, der ebenfalls in der Tongrube gefunden wurde, dürfte etwa 250.000 Jahre alt sein.

### Römische Zeit

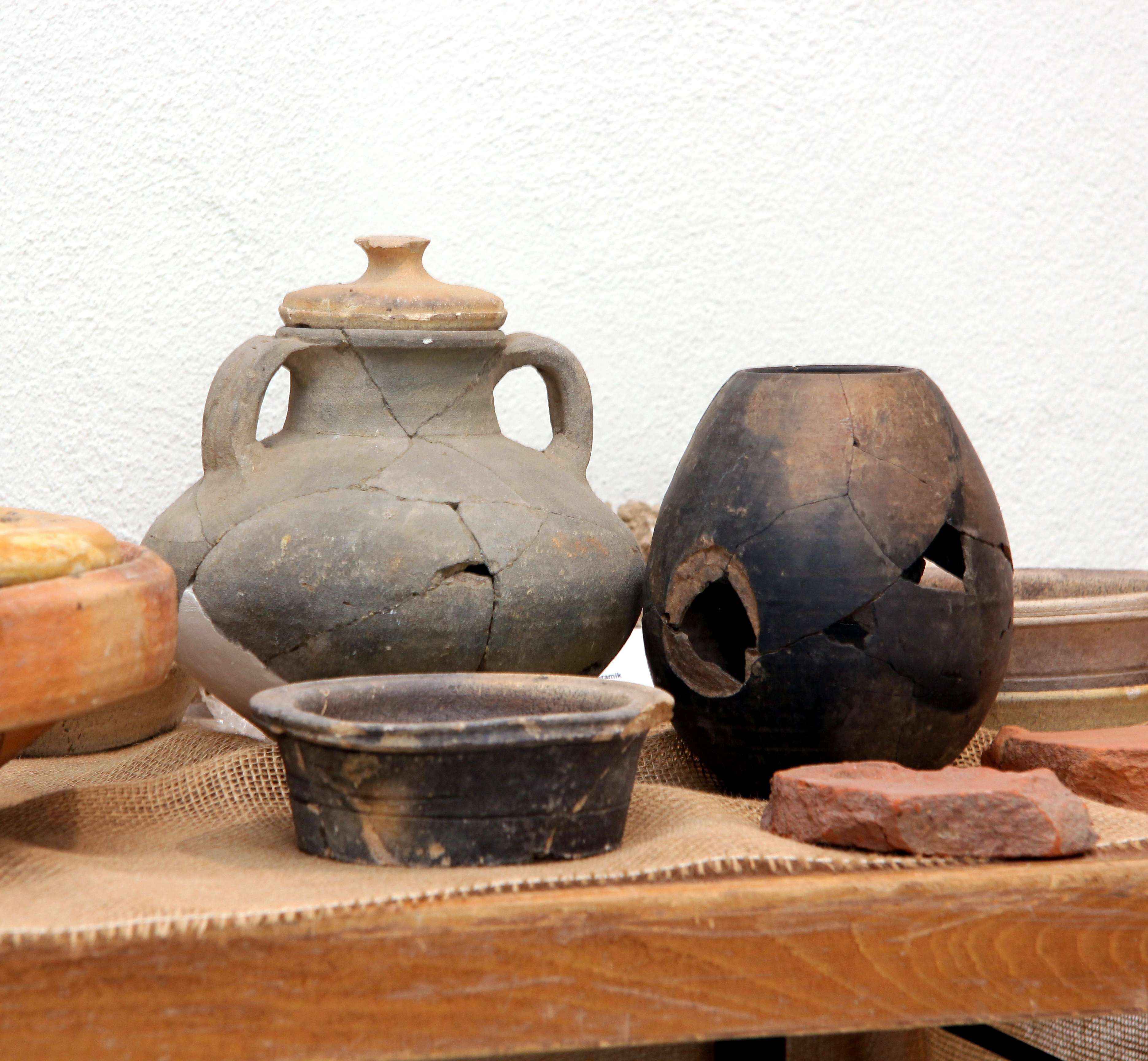
Töpferware aus der Römerzeit

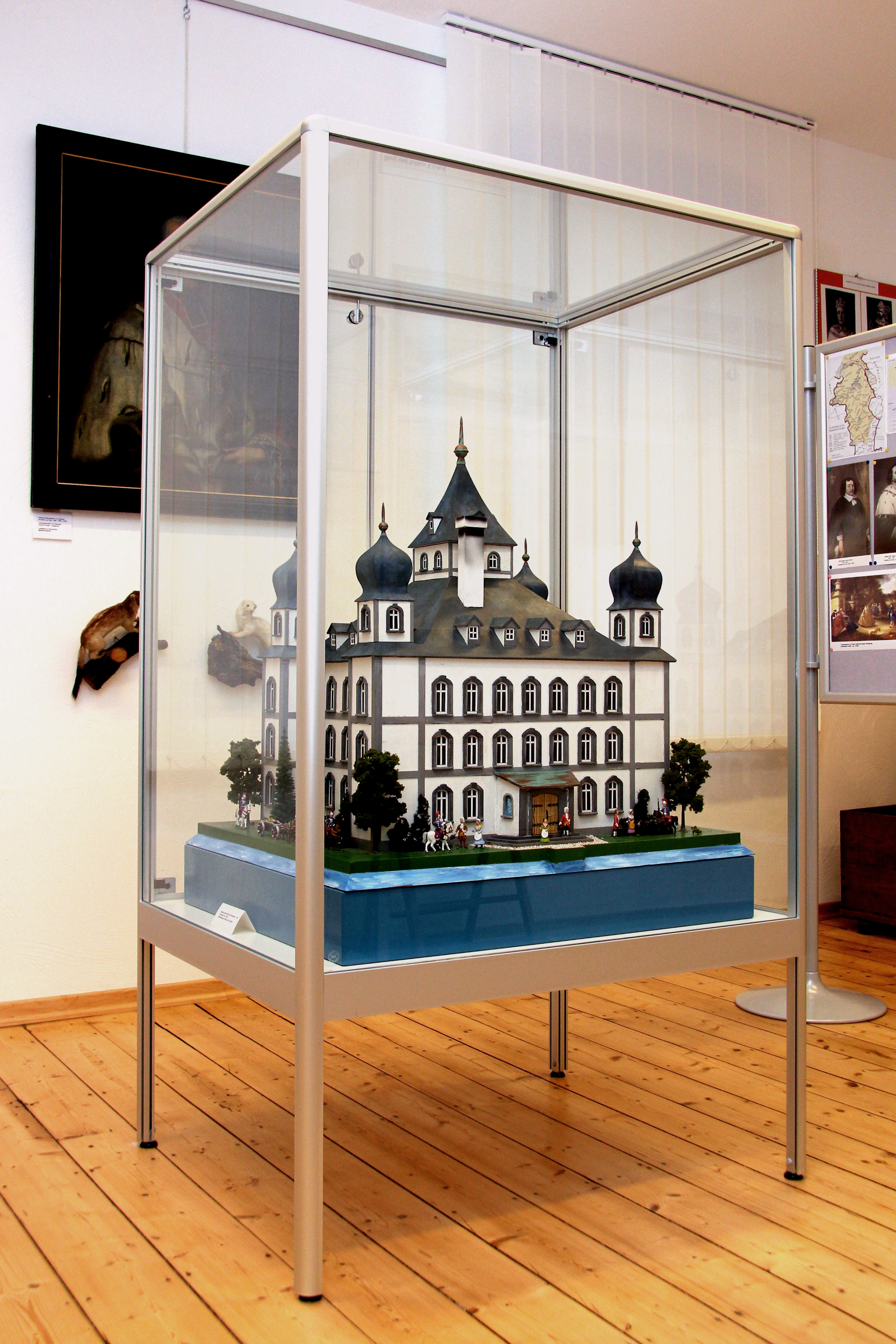
Modell des Kurfürstlichen Schlosses zu Kärlich

Das Modell einer Villa rustica, eines römischen Landguts, sowie ein Modell der Römerbrücken von Caesars Rheinübergängen, Ziegel, viele Ton- und Glasgefäße, Bronzefibeln und Münzen repräsentieren die Zeit bis etwa 500 nach Christus, als die Römer am Rhein ansässig waren. Grundmauern der im Modell dargestellten Villa rustica wurden 1983 beim Bimsabbau im Stadtteil Depot von Mülheim-Kärlich entdeckt. Unmittelbar folgende Ausgrabungen des Amtes für archäologische Forschung und Denkmalpflege Koblenz legten Reste des Haupthauses eines etwa 70 Meter langen und 35 Meter breiten Anwesens frei. Zu erkennen war in der Nordostecke unter anderem ein Badetrakt.
Die meisten der ausgestellten römischen Krüge, Kannen, Teller usw., oft fälschlich als „Urmitzer Ware“ bezeichnet, kamen zu Tage, als beim Bau des Kernkraftwerks Mülheim-Kärlich in den 1970er-Jahren ein Töpferdorf mit zehn Brennöfen freigelegt wurde. Es lag im Bereich zwischen der Kapelle Am Guten Mann und der heutigen Hafenstraße von Weißenthurm 50° 24′ 33,8″ N, 7° 28′ 49,3″ O. Die Bezeichnung „Urmitzer Ware“ ist möglicherweise auf die nahe gelegene, Luftlinie etwa 2000 Meter entfernte Bahnstation Urmitz in der Gemarkung Mülheim zurückzuführen, die erst seit 2023 Mülheim-Kärlich heißt. Ein Weißenthurmer Hobbyarchäologe sammelte die Stücke und bewahrte sie vor der Vernichtung. Die meisten der zerbrochenen Teile konnten zu Gefäßen zusammengesetzt werden.
Nach einer Erweiterung der Räume übernahm die Stadt Mülheim-Kärlich im Jahr 2010 die Sammlung für das Museum.
Genaue Angaben über die Lage der römischen Brücken gibt es nicht. Die erste wird im Bereich von Weißenthurm vermutet, die jüngere wenig weiter flussaufwärts, also in der Gemarkung von Mülheim-Kärlich. Sie soll etwa 400 Meter lang und 9 Meter breit gewesen und in zehn Tagen aufgebaut worden sein.
Das Modell im Stadtmuseum gibt einen Eindruck von der Konstruktion einer Brücke, wie sie Caesar im Bericht De bello Gallico, beschreibt: „Den Bau der Brücke führte er auf folgende Weise aus: Zwei anderthalb Fuß dicke Balken, die knapp unten ganz scharf zugespitzt und nach der Tiefe des Flusses bemessen waren, verband er in einer Entfernung von zwei Fuß. Diese wurden mit Maschinen in den Fluss gesenkt, in den Grund eingefügt und mit Rammen eingetrieben (und zwar nicht nach Art eines gewöhnlichen Brückenpfahls in senkrechter Richtung, sondern vorwärts geneigt und schräg, so dass sie sich nach der natürlichen Strömung des Flusses neigten). Dann ließ er diesen gegenüber stromabwärts in einer Entfernung von 40 Fuß zwei andere Balken einsenken, die in derselben Weise miteinander verbunden, aber gegen die Strömung und Gewalt des Flusses gerichtet waren. …“

### Zeit der Kurfürsten
Rund 800 Jahre gehörten die Orte Mülheim und Kärlich zum Kurfürstentum Trier. Dieser Epoche ist ein Raum im ersten Stock des Museums gewidmet. Zu sehen sind Bilder, Karten, Urkunden, Gebrauchsgegenstände und ein Modell des 1794 zerstörten kurfürstlichen Jagdschlosses zu Kärlich. Das Schloss stand im Bereich zwischen Burgstraße, Clemensstraße und Am Schlossgraben. Es war ein Viereckbau mit Seitenlängen von etwa 23 und 19 Metern.
Zuletzt war das Schloss Sommersitz des Kurfürsten Clemens Wenzeslaus von Sachsen. Sein letzter Aufenthalt hier endete am 5. Oktober 1794, bevor französische Revolutionstruppen das Schloss am 23./23. Oktober 1794 in Brand steckten. Die Ruine wurde in den folgenden Jahren abgetragen.
Dem Raum der kurfürstlichen Zeit schließt sich eine Abteilung an, die die bis ins 20. Jahrhundert noch starke Volksfrömmigkeit dokumentiert. Als wertvollstes Stück dieser Ausstellung gilt ein spätbarockes großes Kruzifix aus der nicht mehr vorhandenen Kapelle am Roten Kreuz an der Koblenzer Straße. Aber auch Gebetbücher, Bilder und viele Heiligenfiguren aus Gips erinnern an die Religiosität in den Familien. Ergänzt wurde diese Ausstellung einige Mal in der Weihnachtszeit durch Krippen, die im Eingangsbereich des Museums aufgebaut waren.

### 20. Jahrhundert

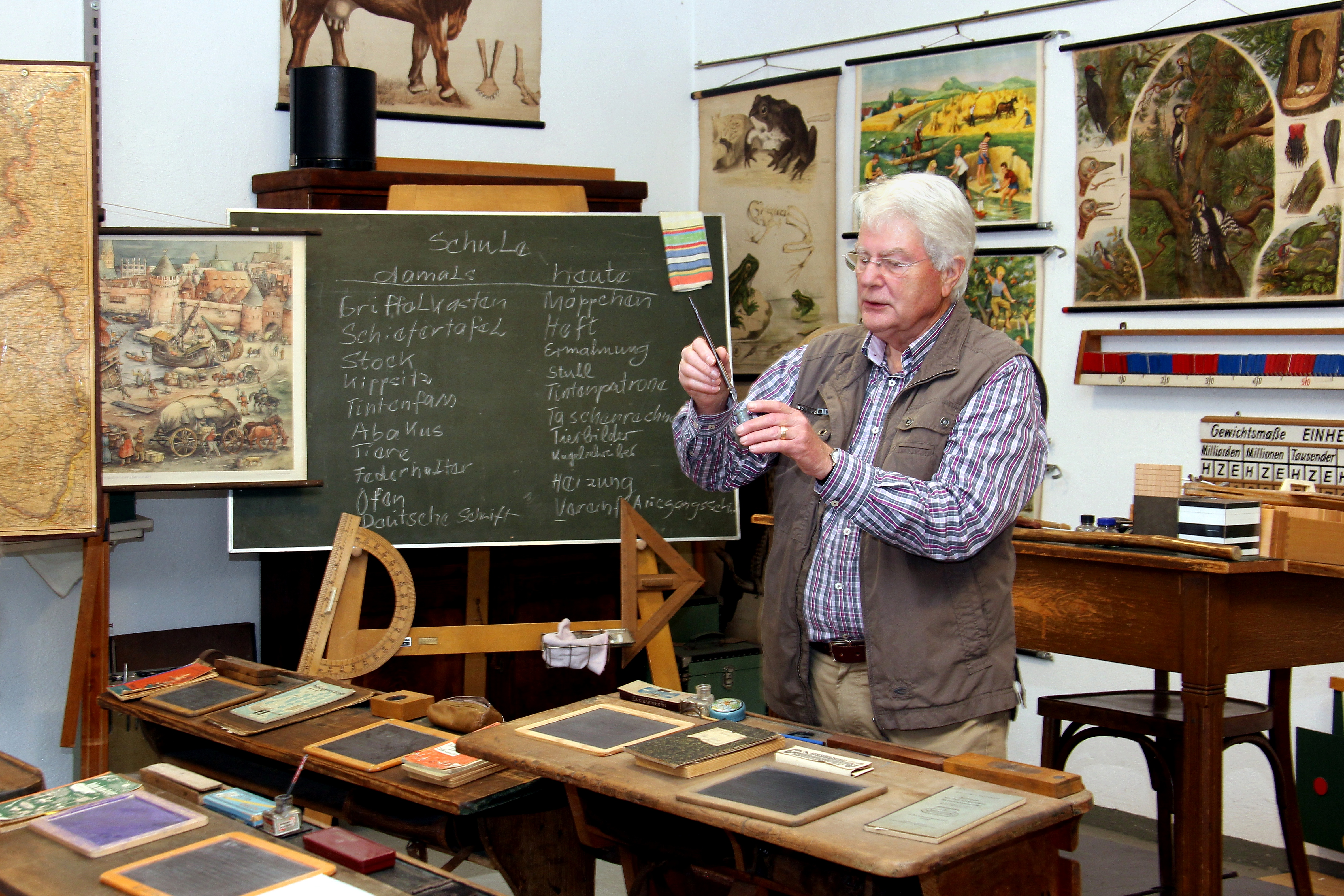
Museumsleiter Winfried Henrichs im alten Klassenzimmer des Stadtmuseums

Eine Schuhmacherwerkstatt, eine Küche mit altem Küchenherd sowie Krämerwaagen erinnern an das frühe 20. Jahrhundert. Aus dieser Zeit stammt auch in einem Nebengebäude ein Klassenzimmer mit erhöhtem Lehrerpult, Doppelsitzerbänken und Schiefertafeln, auf denen die Erstklässler einst schreiben lernten. Auf den Tischen stehen Griffelkästen aus Holz und sogenannte Rechenmaschinen mit zehn kleinen Kugeln auf zehn Drähten bzw. Stäben (allerdings keine originalen von damals). Die Wände sind mit Anschauungsmaterial ausgestattet, an Ständern hängen Landkarten und auf Regalen stehen Tierpräparate für den Naturkundeunterricht. Außerdem sind handwerklich gefertigte Modelle von landwirtschaftlichen Fuhrwerken und Geräten zu sehen. Auch ein Kanonenofen der Concordia-Hütte gehört zur Ausstattung des Klassenzimmers.

### Innenhof
Im Innenhof stehen landwirtschaftliche Gerätschaften und Werkzeuge. Des Weiteren sind Basaltgrabkreuze des 17. und 18. Jahrhunderts vom alten Kärlicher Friedhof, dem Kirchhof, aufgestellt, außerdem Grenz- und Flursteine.

## Stadtmuseum und Öffentlichkeit
Das Stadtmuseum ist sonntags von 15 bis 17 Uhr geöffnet, außer an Feiertagen und während der Schulferien in Rheinland-Pfalz; der Eintritt ist frei. Ansprechpartner während der Öffnungszeit sind Mitglieder des Vereins Museumsfreunde Mülheim-Kärlich. Museumsleiter Winfried Henrichs bietet darüber hinaus Führungen für Gruppen an. Der Verein veranstaltet außerdem in unregelmäßigen Abständen Historienabende zu Themen der Geschichte von Mülheim-Kärlich und der Region.
Am 31. Mai 2017 zeichnete der Landkreis Mayen-Koblenz das Stadtmuseum Mülheim-Kärlich mit Museumsleiter Winfried Henrichs mit dem Kulturförderpreis aus. Dieser Preis mit dem Namen „forum artium plaudit“ („Die Öffentlichkeit ehrt die Kunst“) würdigt seit 1997 Personen oder Einrichtungen für besonderes kulturelles Engagement im Leben ihrer Stadt oder Gemeinde.